# Werner Draudt
Werner Ludwig Draudt (* 9. Februar 1921 in Elberfeld; † 9. Oktober 2016 in Wuppertal) war ein deutscher Politiker (FDP).

## Leben
Draudt trat 1947 in die Deutsche Konservative Partei ein, die 1950 in Freie Demokratische Partei aufging. Er saß für seine Partei von 1971 bis 1994 im Rat der Stadt Wuppertal mit dem Schwerpunkt Wirtschafts- und Finanzfragen. In den Jahren 1978 bis 1989 hatte er die Funktion als Fraktionsvorsitzender seiner Partei. In den 1970er Jahren leitete er den Zooausschuss und fast zwanzig Jahre lang, von 1975 bis 1994, den Presse- und Werbeausschuss. Von 1989 bis 1994 bekleidete er das Amt des Bürgermeisters. Seit 1995 war er Ehrenvorsitzender des FDP-Kreisverbandes Wuppertal. Am 6. Juni 1994 wurde seine politische Arbeit mit der Verleihung des Ehrenrings der Stadt Wuppertal gewürdigt und am 19. Juni 2006 wurde ihm die Ehrenbezeichnung „Altbürgermeister“ vom Rat der Stadt verliehen.
Der Fachmann im Druckereigewerbe wurde für sein Engagement vielfach ausgezeichnet und geehrt. So erhielt er 1980 das Bundesverdienstkreuz am Bande und sieben Jahre später das Bundesverdienstkreuz I. Klasse. Draudt engagierte sich im Tierschutz und war Ehrenvorsitzender des Tierschutzvereins Wuppertal. Für den Wuppertaler Karneval stiftete er in der Session 1954/55 als damaligen Präsidenten der Großen Wuppertaler Karnevalsgesellschaft den sogenannten Toleranzorden.

## Ehrungen und Auszeichnungen
- Altbürgermeister der Stadt Wuppertal
- Ehrenvorsitzender des FDP-Kreisverbandes Wuppertal
- Ehrenvorsitzender des Tierschutzverein Wuppertal e. V.
- Ehrenringträger der Stadt Wuppertal
- 1980: Bundesverdienstkreuzes am Bande
- 1987: Bundesverdienstkreuzes I. Klasse